# Crotaphopeltis braestrupi
Crotaphopeltis braestrupi är en ormart som beskrevs av Rasmussen 1985. Crotaphopeltis braestrupi ingår i släktet Crotaphopeltis och familjen snokar. Inga underarter finns listade i Catalogue of Life.
Arten förekommer i södra Somalia och Kenya. Honor lägger ägg.